# Hoplopleura intermedia
Hoplopleura intermedia – gatunek wszy z rodziny Hoplopleuridae, pasożytujący głównie na Mastomys coucha. Spotykany również na innych myszowatych: Mastomys erythroleucus, Mastomys natalensis, Praomys delectorum, Praomys tullbergi, Praomys jacksoni. Powoduje wszawicę.
Samica wielkości 1,2 mm, samiec dużo mniejszy wielkości 0,75 mm. Wszy te mają ciało silnie spłaszczone grzbietowo-brzusznie. Samica składa jaja zwane gnidami, które są mocowane specjalnym "cementem" u nasady włosa. Rozwój osobniczy trwa po wykluciu się z jaja około 14 dni. Pasożytuje na skórze. Występuje na terenie Afryki.